# Saint-Pierre-de-Belleville
Saint-Pierre-de-Belleville is een gemeente in het Franse departement Savoie (regio Auvergne-Rhône-Alpes) en telt 130 inwoners (2004). De plaats maakt deel uit van het arrondissement Saint-Jean-de-Maurienne.

## Geografie
De oppervlakte van Saint-Pierre-de-Belleville bedraagt 7,5 km², de bevolkingsdichtheid is 17,3 inwoners per km².
De onderstaande kaart toont de ligging van Saint-Pierre-de-Belleville met de belangrijkste infrastructuur en aangrenzende gemeenten.

## Demografie
Onderstaande figuur toont het verloop van het inwonertal (bron: INSEE-tellingen).